# Гьовшекли
Гьовшекли (на гръцки: Ρεματιά, Рематия, до 1926 година Γκενσεκλή, Генсекли) е бивше село в Гърция, разположено на територията на дем Кукуш, област Централна Македония.

## География
Селото е било разположено на 2 km североизточно от Дойранското езеро, на 1 km западно от Аканджали (Муриес) и на 2 km от границата със Северна Македония.

## История

### В Османската империя
В XIX век Генчекли е смесено българо-турско село в Дойранската каза на Османската империя. В „Етнография на вилаетите Адрианопол, Монастир и Салоника“, издадена в Константинопол в 1878 година и отразяваща статистиката на населението от 1873 година, Гинвшекли (Ghinvchecli) е посочено като село в Дойранска каза с 15 къщи и 17 жители мюсюлмани и 30 българи.
Според статистиката на Васил Кънчов („Македония. Етнография и статистика“) в 1900 година Гьовшекли е село в Кукушка каза с 12 жители българи християни и 110 турци.

### В Гърция
В 1913 година след Междусъюзническата война селото попада в Гърция. Българските му жители бягат в България по време на Междусъюзническата война. В 20-те години и турците са изселени принудително в Турция и на тяхно място са заселени гърци бежанци. В 1928 година селото е чисто бежанско с 16 семейства и 63 жители бежанци.
| Година    | 1913 | 1920 | 1928 | 1940 | 1951 | 1961 | 1971 | 1981 | 1991 | 2001 | 2011 | 2021 |
| --------- | ---- | ---- | ---- | ---- | ---- | ---- | ---- | ---- | ---- | ---- | ---- | ---- |
| Население | 210  | 43   | 60   | 64   |      |      |      |      |      |      |      |      |